# تب هانتر
تب هانتر (انگلیسی: Tab Hunter؛ زاده ۱۱ ژوئیهٔ ۱۹۳۱ – درگذشته ۸ ژوئیهٔ ۲۰۱۸) هنرپیشه، خواننده، تهیه‌کننده فیلم، و نویسنده اهل ایالات متحده آمریکا بود. وی از سال ۱۹۵۰ میلادی تا سال ۲۰۱۵ فعالیت هنری می‌کرد.
تب هانتر تحت نام Arthur Andrew Kelm در منهتن متولد شد. یک برادر بزرگ‌تر از خودش داشت. پدرش او و برادر و مادرش را در ۶ سالگی ترک گفا و مادرش به تنهایی او و برادرش را بزرگ کرد.
تب در خانواده ایی مذهبی بزرگ شد و کلیسا همیشه مأوای او بود تا زمانی که یکی از پدران اعتراف او را به عنوان پسری که علاقه ایی به زن‌ها ندارد شنید و به تب گفت این از گناهان کبیره است و تو به جهنم می‌روی. تب از کلیسا زده شد. خیلی خجالتی و جامعه گریز بود برای همین با ۱۷ سال سن از مدرسه خارج شد و به جمع نگهبانان ساحل کالیفرنیا پیوست که وقتی آنها از سن کمش مطلع شدند او را اخراج کردند.
آرتور جوان را هنری ویلسون کشف کرد. ویلسون کاشف ستاره‌هایی مثل راک هادسن، گای مدیسون و رابرت وگنر نیز بود.
ورود تب به سینما توأم با موفقیت بود. توانست قرارداد هفت ساله ایی با شرکت یونورسال ببندد. اما خیلی‌ها تب را به خاطر حرفهٔ درخشان موسیقی اش به خاطر دارند. از جمله آهنگ‌های معروفش می‌توان به Young Love اشاره کرد که موفق شد حای الویس را در چارت بگیرد و برای هفته‌ها شماره یک باشد.
اما افول تب بعد از افشا شدن همجنسگرایی اش در مجلهٔ confidential شروع شد. این مجله داستانی از رسوایی راک هادسن در اختیار داشت و هنری ویلسون برای در امان نگه داشت ستارهٔ شمارهٔ یکش تب را قربانی کرد و داستان مهمانی و دستگیری او را به مجله داد.
تب سالیان سال در حاشیه به فعالیتش ادامه داد. اما بازگشتش در سال ۱۹۸۲ با فیلم مستقل Polyester با همراهی دیواین بود. این فیلم برایش شهرت از دست رفته اش را بازگرداند.
اولین دوست صمیمی تب، رانی رابرتسون بود. اسکیت بازی روی یخ. تب علاوه بر هنرش ورزشکار خوبی نیز بود. اما این رابطه به جدایی انجامید چون هم تب از نظر حرفه ایی تهدید می‌شد هم رانی از لحاظ ورزشی.
بعد ازآن تب رابطهٔ ۷ ساله اش با آنتونی پرکینز را شروع کرد. اما مجلات به این عشق امان پایداری ندادند.آنتونی واقعاً می‌خواست بازیگری موفق باشد اما رابطه اش با تب سد محکمی بود.

## زندگی شخصی
در سن ۵۳ سالگی تب با آلن گلیسر آشنا شدو ۳۰ سال با هم به خوبی و خوشی زندگی کردند.
در سن جوانی تب هانتر را به علت بدرفتاری با سگش به زندان محکوم کردند که خود اعلام کرد من سگ خود را میپرستم و این اتهاماتی که شاهدان عینی بر من وارد کرده را قبول ندارم
تب عاشق اسب بود و در چند مسابقهٔ اسب سواری نیز اول شد.

## درگذشت
وی بر اثر ابتلا به ترومبوز سیاهرگی عمقی درگذشت. مرگ او ناگهانی و پیش‌بینی نشده بود.

## فیلم‌شناسی
از فیلم‌ها یا برنامه‌های تلویزیونی که وی در آن نقش داشته‌است می‌توان به آثار زیر اشاره کرد:
- جزیره هوس (۱۹۵۲)
- هانس برینکر یا «پترس فداکار» (۱۹۵۸)
- اسکادرال لافایت (۱۹۵۸)
- اون جور زن (۱۹۵۹)
- عزیز (۱۹۶۵)
- ویرجینیایی (۱۹۷۰)
- زندگی و روزگار قاضی روی بین (۱۹۷۲)
- پلی‌استر (۱۹۸۱)
- پاندمونیوم (۱۹۸۲)
- گریس ۲ (۱۹۸۲)
- گروتسک (۱۹۸۸)